# Stazione di Moirans
La stazione di Moirans (in francese Gare de Moirans) è una stazione ferroviaria posta lungo la ferrovia Lione–Marsiglia e capolinea della ferrovia Valence-Moirans.
Serve il comune di Moirans, nel dipartimento dell'Isère.

## Storia
Fu aperta al traffico il 12 luglio 1857 dalla Compagnie du chemin de fer de Saint-Rambert à Rives quando fu attivato il troncone tra Rives e l'Isère.
Il 9 maggio 1864 divenne anche il capolinea della ferrovia proveniente da Valence.

## Movimenti
La stazione è servita dai treni regionali TER Auvergne-Rhône-Alpes.